# Gymnanthera pedunculata
Gymnanthera pedunculata är en oleanderväxtart som först beskrevs av Friedrich Anton Wilhelm Miquel, och fick sitt nu gällande namn av Emilio Huguet del Villar y Serrataco. Gymnanthera pedunculata ingår i släktet Gymnanthera och familjen oleanderväxter. Inga underarter finns listade i Catalogue of Life.